# Теофіпольська селищна рада
Теофі́польська се́лищна ра́да — орган місцевого самоврядування Теофіпольської селищної громади, що у Хмельницькому районі Хмельницької області. Адміністративний центр — селище міського типу Теофіполь.

## Загальні відомості
Теофіпольська селищна рада утворена в 1921 році.
- Територія ради: 20,284 км²
- Населення ради: 6 763 особи (станом на 1 січня 2011 року)
- Територією ради протікає річка Полква

## Населені пункти
Селищній раді підпорядковані населені пункти:
- смт Теофіполь

## Склад ради
Рада складається з 30 депутатів та голови.
- Голова ради: Мельник Сергій Олексійович
- Секретар ради: Губіна Валентина Антонівна

### Керівний склад попередніх скликань
| Прізвище, ім'я, по батькові | Основні відомості                                                                    | Дата обрання | Дата звільнення |
| --------------------------- | ------------------------------------------------------------------------------------ | ------------ | --------------- |
| Голодрига Олексій Іванович  | Селищний голова, 1950 року народження, член Всеукраїнського об'єднання «Батьківщина» | 26.03.2006   | 01.10.2008      |
| Мельник Сергій Олексійович  | Селищний голова, 1957 року народження, освіта вища, безпартійний                     | 15.03.2009   | 31.10.2010      |
| Мельник Сергій Олексійович  | Селищний голова, 1957 року народження, освіта вища, безпартійний                     | 31.10.2010   |                 |

Примітка: таблиця складена за даними сайту Верховної Ради України

### Депутати
За результатами місцевих виборів 2010 року депутатами ради стали:

#### За суб'єктами висування
| Суб'єкт висування | Кількість обраних депутатів | %    |
| ----------------- | --------------------------- | ---- |
| Самовисування     | 19                          | 63,3 |
| Народна партія    | 11                          | 36,7 |

#### За округами
| № округу       | Прізвище, ім'я, по батькові     | Дата визнання обраним | Освіта             | Партійна приналежність                        | Відомості про обраного депутата                                                       |
| -------------- | ------------------------------- | --------------------- | ------------------ | --------------------------------------------- | ------------------------------------------------------------------------------------- |
| Народна Партія |                                 |                       |                    |                                               |                                                                                       |
| 3              | Казмірчук Вадим Григорович      | 04.11.2010            | вища               | член Народної партії                          | Районна державна адміністрація, головний спеціаліст по оборонно-мобілізаційній роботі |
| 5              | Савчук Олександр Федорович      | 04.11.2010            | вища               | позапартійний                                 | приватний підприємець                                                                 |
| 10             | Федонюк Володимир Михайлович    | 04.11.2010            | вища               | член Народної партії                          | Держкомзем, заступна начальника відділу                                               |
| 11             | Гурський Анатолій Володимирович | 04.11.2010            | середня спеціальна | позапартійний                                 | Приватне підприємство «РОСТ», директор                                                |
| 13             | Шовкомуд Зінаїда Володимирівна  | 04.11.2010            | вища               | позапартійна                                  | дошкільний навчальний заклад, завідувачка                                             |
| 14             | Стучинський Анатолій Сергійович | 04.11.2010            | вища               | член Народної партії                          | пенсіонер                                                                             |
| 15             | Фрей Олександр Леонідович       | 04.11.2010            | вища               | член Народної партії                          | приватний підприємець                                                                 |
| 16             | Сороко Василь Філімонович       | 04.11.2010            | вища               | член Народної партії                          | Фермерське господарство «Бестхоф», голова                                             |
| 19             | Лазарєва Людмила Петрівна       | 04.11.2010            | вища               | член Народної партії                          | пенсіонер                                                                             |
| 22             | Розмаріца Олена Петрівна        | 04.11.2010            | середня спеціальна | член Народної партії                          | КП «Тепловик», бухгалтер                                                              |
| 30             | Поворозник Микола Сергійович    | 04.11.2010            | вища               | член Народної партії                          | ВАТ «Теофіпольський цукровий завод», завідувач бурякопункту                           |
| Самовисування  |                                 |                       |                    |                                               |                                                                                       |
| 1              | Пісоцька Алла Вікторівна        | 04.11.2010            | вища               | позапартійна                                  | Теофіпольська загальноосвітня школа І-ІІІ ст. № 1, вчитель                            |
| 2              | Бульбах Іван Сергійович         | 27.12.2010            | вища               | позапартійний                                 | Теофіопольська селищна рада, спеціаліст                                               |
| 4              | Миронов Юрій Сергійович         | 04.11.2010            | вища               | позапартійний                                 | ДВС Теофіпольського РУЮ, заступна начальника відділу                                  |
| 6              | Губіна Валентина Антонівна      | 27.12.2010            | середня спеціальна | позапартійна                                  | тимчасово не працює                                                                   |
| 7              | Вандоляк Надія Петрівна         | 04.11.2010            | вища               | член Політичної партії «Фронт Змін»           | Районний трудовий архів, бухгалтер                                                    |
| 8              | Рудюк Олена Іванівна            | 04.11.2010            | середня спеціальна | позапартійна                                  | Теофіпольський дошкільний навчальний заклад № 3, вихователь-методист                  |
| 9              | Пухніченко Віра Володимирівна   | 04.11.2010            | середня спеціальна | позапартійна                                  | ЦРЛ, завідувачка бібліотеки                                                           |
| 12             | Гуцало Наталія Василівна        | 04.11.2010            | вища               | член Партії «Справедливість»                  | ЦРЛ, завідувачка лабораторії                                                          |
| 17             | Лебединська Алла Вікторівна     | 04.11.2010            | вища               | член Всеукраїнського об'єднання «Батьківщина» | ПП «Добрий хліб», директор                                                            |
| 18             | Травінська Наталія Євгеніївна   | 04.11.2010            | вища               | член Партії «Справедливість»                  | ЦРЛ, лікар                                                                            |
| 20             | Кравець Ярослав Іванович        | 04.11.2010            | середня спеціальна | позапартійний                                 | ЦРЛ, зубний технік                                                                    |
| 21             | Музика Олександр Миколайович    | 04.11.2010            | вища               | позапартійний                                 | приватний підприємець                                                                 |
| 23             | Блащук Світлана Георгіївна      | 04.11.2010            | вища               | член Всеукраїнського об'єднання «Батьківщина» | Теофіпольська загальноосвітня школа І-ІІІ ст. № 2, директор                           |
| 24             | Радчишин Олександр Іванович     | 13.02.2012            | вища               | позапартійний                                 | адвокат                                                                               |
| 25             | Співачук Ярослав Степанович     | 04.11.2010            | вища               | позапартійний                                 | ВАТ «Теофіпольський цукровий завод», начальна ТЕЦ                                     |
| 26             | Музика Петро Феодосійович       | 04.11.2010            | середня            | позапартійний                                 | ВАТ «Теофіпольський цукровий завод», начальник очисних споруд                         |
| 27             | Михальчук Ігор Анатолійович     | 04.11.2010            | вища               | позапартійний                                 | ВАТ «Теофіпольський цукровий завод», механік                                          |
| 28             | Ващук Іван Іванович             | 04.11.2010            | середня спеціальна | позапартійний                                 | Теофіпольська дитячо-юнацька спортивна школа, тренер                                  |
| 29             | Берегела Оксана Василівна       | 04.11.2010            | вища               | позапартійна                                  | ВАТ «Теофіпольський цукровий завод», головний технолог                                |